# (18434) Mikesandras
(18434) Mikesandras (1994 EW7) – planetoida z pasa głównego asteroid okrążająca Słońce w ciągu 3,82 lat w średniej odległości 2,44 j.a. Odkryta 12 marca 1994 roku.